# Tricentra argentipuncta
Tricentra argentipuncta là một loài bướm đêm trong họ Geometridae.